# Macchina della Chinea
Per Macchina della Chinea si intende l'apparato pirotecnico che si faceva incendiare, a Roma, in occasione della festa annuale della Chinea.

Disegno della seconda macchina, rappresentante un luogo di delizia dove, colla decorazione di una piacevole bambocciata, si dispone il volo di un pallone aerostatico

## Storia e descrizione
La festa della Chinea cadeva il 29 giugno, giorno dei SS. Apostoli Pietro e Paolo. Il principe Colonna - Gran Contestabile del Regno di Napoli - consegnava al papa, a nome del Re di Napoli, una mula bianca, chiamata Chinea e un tributo. Nel Settecento il principe Colonna faceva allestire una macchina pirotecnica, per celebrare la festa.
Macchine ideate da Alessandro Specchi (1668-1729): nel 1724 egli realizza il Tempio della Virtù, riproponendolo con poche variazioni, come Tempio della Gloria, nella prima macchina del 1727; nel 1733 rappresenta il Parnaso. 
Gabriele Valvassori, per la festa della chinea del 1729, rappresenta la spedizione commerciale - sotto l'auspicio del Re di Napoli - delle navi della Compagnia di Ostenda e di Trieste.
Le incisioni, riproducenti architetture effimere per la festa della Chinea dal 1722 al 1733, le mostrano inserite nell'ambientazione urbana, in genere davanti a palazzo Colonna presso piazza dei Santi Apostoli. Dopo l’interruzione di quattro anni della festa, dal 1734 al 1737, e dopo l'insediamento sul trono napoletano del figlio di Filippo V di Spagna e di Elisabetta Farnese, la festa emigrò davanti a palazzo Farnese e si spostò anche la data della festa.
Nel 1738 si ripristinò la consuetudine della macchina della Chinea; ma gli allestimenti per la festa consistevano sempre in una struttura lignea che sosteneva una grande tela, sulla quale era dipinta una scena allegorica o mitologica. 
La macchina di J. Louis Lorrain, nel 1744, con l’Incoronazione di Virgilio principe dei poeti, era ancora una tela. Dall'anno seguente egli realizzò invece edifici pirotecnici quadridimensionali, in legno: erano tempietti con colonne di impianto centrico e con sobria decorazione; erano fatti di tela, di gesso e di stucco, ed erano simili a modelli che, una volta costruiti, dipinti e ornati di statue e di bassorilievi, venivano incendiati all'epilogo notturno della festa. Nel 1745 Lorrain costruì un edificio effimero di tipo michelangiolesco - per celebrare il ritorno a Napoli di Carlo di Borbone dopo la vittoria sugli Austriaci a Velletri (10-11 agosto 1744) - sullo sfondo di un colonnato ispirato a piazza San Pietro; nel 1746 egli creò un Tempio neoclassico di Minerva, dea delle Virtù; nel 1747 un Tempio di Venere Genitrice, per celebrare la nascita dell'erede al Trono di Napoli: una rappresentazione quindi aderente alla cronaca; nel 1748 un Tempio di Minerva, al quale Marte e Venere conducono un bambino. Lorrain aveva così iniziato ad ispirarsi ad architetti contemporanei, specialmente a Nicola Salvi (1697-1751), a Ferdinando Fuga (1699-1782) - in relazione al progetto per la sistemazione dell’altare, con baldacchino, a Santa Maria Maggiore - e ad Alessandro Specchi (1668-1729) - in particolare, alla sistemazione, nel 1720, del cortile del palazzo dei Conservatori. 
Una struttura turriforme fu ideata nel 1745 da Giuseppe Doria e dedicata alla Fondazione del Regno delle Due Sicilie da parte di Ruggero I di Sicilia.
A volte la macchina pirotecnica era costruita in modo da ospitare fantocci a grandezza naturale, oppure era strutturata come un teatro, con attori reali che, prima dell'incendio, accompagnati da canti e musiche, recitavano testi allegorici e celebrativi delle virtù del Re di Napoli. L'architettura della macchina era talvolta trasformabile, grazie a telai scorrevoli e a quinte rotanti, tipiche della complessa scenografia barocca. Nelle illustrazioni incise compare talvolta la scritta prima macchina oppure seconda macchina, per il fatto che l'apparato era trasformabile; ma in alcuni casi si ipotizza a una festa nell'arco di due giorni e con due diversi apparati; oppure a due macchine lo stesso giorno, forse in due piazze diverse.
Nel 1749 Michelangelo Specchi realizzò la macchina col tempio di Ercolano e l'anno successivo il Molo Nuovo al Porto di Napoli.
Paolo Posi, nell'apparato della Chinea del 1752, rappresentò gli Dei, scesi a convito nella Reggia di Caserta. Nel 1754 costruì una galleria illuminata, con teatrino di burattini. La festa della cuccagna fu il suo tema per la Chinea del 1757. Il suo capolavoro è del 1761, con la ricostruzione di un teatro settecentesco, con palcoscenico, orchestra, sala rinfreschi e guardaroba. En pendent, l'apparato del 1766 rivela il teatro, ma in spaccato verso la sala, con tre ordini di palchi, palco reale e platea. Nella capricciosa illusione rococò della macchina del 1758, la pagoda cinese può mutare in obelisco. Nel 1770 Paolo Posi realizza una pescheria sotto un loggiato, ispirata al presepe napoletano settecentesco. 
Giuseppe Palazzi in pieno neoclassicismo, influenzato dalle architetture monumentali di Piranesi, nel 1785 realizza un apparato con Tempio di Giove. La sua seconda macchina, del 1785, rappresenta un padiglione a voliera, di gusto rococò, con dentro un pallone aerostatico. Tema popolare, nel 1776, con il loggiato per l'estrazione del Lotto.
Dal perenne classicismo romano, nel solco dell'eclettismo settecentesco, il gusto spaziava al rococò, alle chinoiseries, alle scoperte archeologiche di Ercolano, al neoclassicismo, precedendo di qualche anno lo stile dell'architettura reale.

### Collezioni di incisioni
Il gusto delle macchine pirotecniche contagia l'Europa dove, con feste popolari si solennizzano matrimoni reali o imperiali, visite di Sovrani stranieri, nascite di eredi al Trono; ma solamente a Roma la festa ha cadenza annuale, per l'arrivo a Roma del tributo feudale del Re di Napoli. Le spese della festa sono sostenute dalla famiglia Colonna. Per conservare memoria dell'evento, su disegno dell'autore della macchina effimera viene incisa una lastra. A Roma, esistono due collezioni di queste incisioni: quella del Museo di Roma, e quella dell'Istituto Nazionale di Archeologia e Storia dell'Arte, oltre a collezioni private. Tra gli incisori: Filippo Vasconi, Giovanni Battista Sintes, Giuseppe Vasi, Giuseppe Pozzi, Carlo Bellicard, Francesco Barbazza.

### Fine di una festa popolare
La festa si interruppe senza alcun preavviso nel 1776, quando il Re di Napoli Ferdinando IV rifiutò di mandare l'obolo annuale. Il papa incaricò il giurista Giovanni Barberi, nella sua veste ufficiale di difensore dei diritti del fisco pontificio, di redigere un atto solenne di protesta. Il Re di Napoli non cedette e nacque una disputa che durò circa settanta anni. Intanto, tramontò il feudalesimo. Il dissidio si ricompose alla metà del XIX secolo, quando re Ferdinando II accettò di chiudere la disputa, finanziando interamente il monumento con la colonna e la statua della Vergine Immacolata, che è di fronte all'ambasciata di Spagna. Ogni anno, alla festa dell'Immacolata, tutto il personale dell'ambasciata si schiera ai piedi del monumento e, in ricordo dell'antico omaggio feudale, l'ambasciatore di Spagna, in tenuta di gran gala, rende omaggio al Pontefice.